# Ямагісі Сатору
Сатору Ямагісі (яп. 山岸 智, нар. 3 травня 1983, Тіба) — японський футболіст, півзахисник клубу «Санфрече Хіросіма».
Виступав, зокрема, за клуб «ДЖЕФ Юнайтед Ітіхара Тіба», а також національну збірну Японії.

## Клубна кар'єра
Народився 3 травня 1983 року в місті Тіба. Вихованець футбольної школи клубу «ДЖЕФ Юнайтед Ітіхара Тіба». Дорослу футбольну кар'єру розпочав 2002 року в основній команді того ж клубу, в якій провів п'ять сезонів, взявши участь у 130 матчах чемпіонату. Більшість часу, проведеного у складі «ДЖЕФ Юнайтед», був основним гравцем команди.
Протягом 2008–2009 років захищав кольори команди клубу «Кавасакі Фронтале».
До складу клубу «Санфречче Хіросіма» приєднався на початку 2010 року. Відтоді встиг відіграти за команду з Хіросіми 116 матчів в національному чемпіонаті.

## Виступи за збірну
2006 року дебютував в офіційних матчах у складі національної збірної Японії.
У складі збірної був учасником кубка Азії з футболу 2007 року у чотирьох країнах відразу, де зіграв у трьох матчах, а команда зайняла четверте місце на турнірі.
Всього провів у формі головної команди країни 11 матчів.

## Статистика

### Збірна
| Збірна Японії | Збірна Японії | Збірна Японії |
| Роки          | Ігри          | Голи          |
| ------------- | ------------- | ------------- |
| 2006          | 3             | 0             |
| 2007          | 5             | 0             |
| 2008          | 3             | 0             |
| Всього        | 11            | 0             |

## Досягнення
- Чемпіон Японії: 2012, 2013, 2015
- Володар Кубка Джей-ліги: 2005, 2006
- Володар Суперкубка Японії: 2013, 2014